# George Herriman

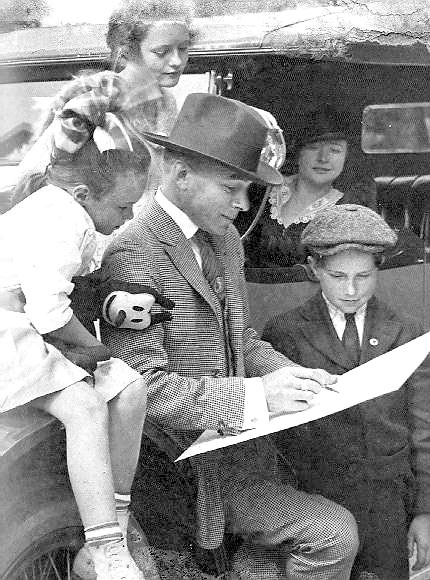
Herriman con alcuni dei suoi piccoli fans, si nota a sinistra la bambina con il pupazzo (probabilmente) di Krazy Kat

George Joseph Herriman (New Orleans, 22 agosto 1880 – Los Angeles, 25 aprile 1944) è stato un fumettista statunitense, noto soprattutto per il fumetto Krazy Kat.

## Biografia

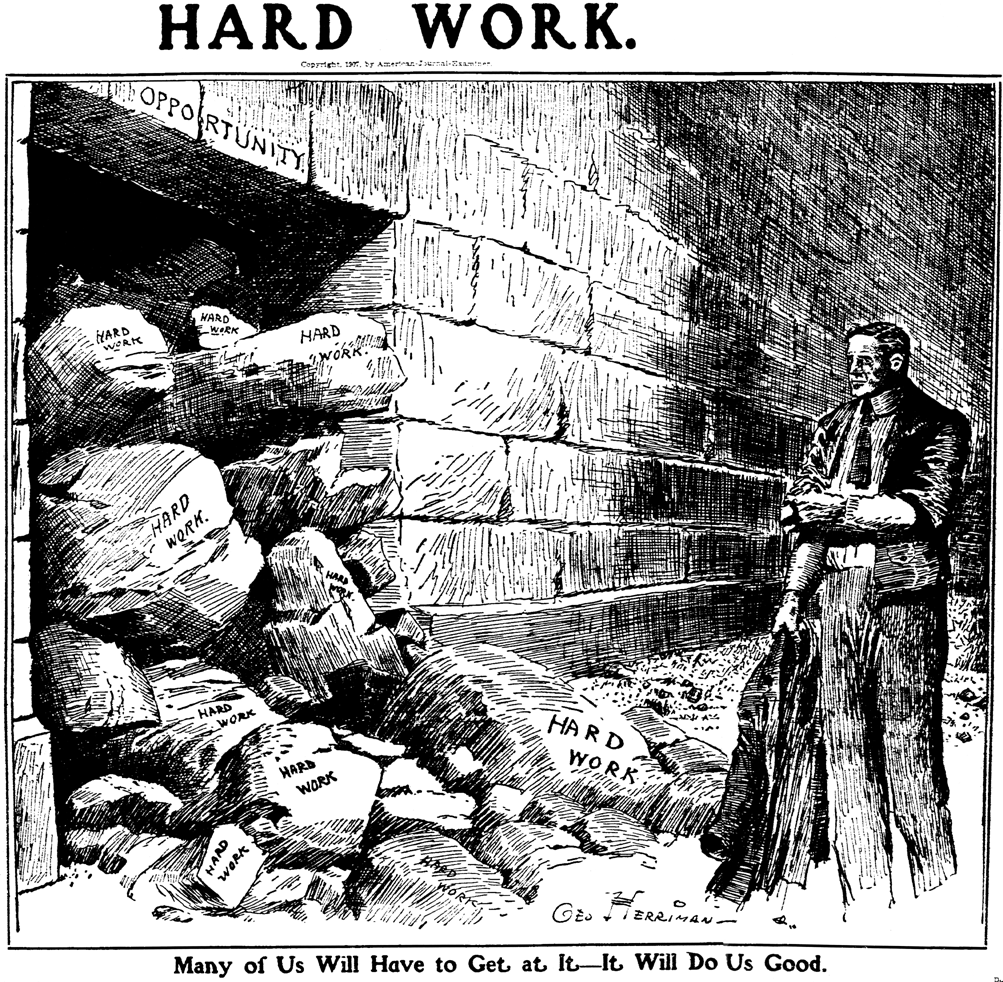
"Hard Work" di George Herriman dal Sunday del 24/11/1907

Nato il 22 agosto 1880, a New Orleans da una famiglia di etnia creola (Herriman non ha mai riconosciuto pubblicamente la sua etnia, probabilmente per paura dei suoi effetti sulla sua reputazione sulla sua carriera, anche se sul suo certificato di morte è catalogato nell'etnia caucasica), quando era ancora un adolescente, George e la sua famiglia si trasferirono a Los Angeles come molte famiglie di diverse etnie per sfuggire alle restrizioni delle leggi di Jim Crow.
Il soprannome di Herriman era Garge (forse dovuto al modo in cui pronunciava il suo nome), questo soprannome fu ufficializzato in un articolo apparso sul Circulation Magazine nel settembre del 1922 scritto da Tim Dorgan, mentre molte volte si firmava anche con il diminutivo di Geo..
Herriman viveva con un piccolo zoo composto da circa tredici gatti e cinque cani, che furono la sua sola compagnia dopo la morte della figlia e della moglie.

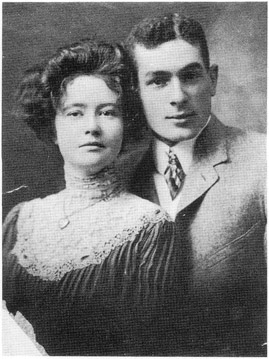
George and Mabel Herriman - Matrimonio - 1902

### La carriera
George iniziò a lavorare presso il Los Angeles Herald-Examiner nel 1897, dove produsse illustrazioni sportive, vignette politiche e strisce quotidiane. Nel 1900 si trasferì a New York, dove vendeva le sue vignette a magazine vari e dipingeva le iscrizioni per baracconi a Coney Island.
Tra il 1901 e il 1910, Herriman realizzò i suoi primi lavori: Major Ozone, Musical Mose, Acrobatic Archie, Professor Otto and his Auto, Two Jolly Jackies e altri lavori per dei giornali dell'impero Pulitzer e il prestigioso TC Syndicate McClure.
Nel 1908 George Herriman entrò a far parte della redazione del New York American Journal dove nel 1910 incominciò a firmare le strisce della « Dingbats Family » poi rinominata « The Family Upstairs » (La famiglia del piano di sopra), Il 26 luglio 1910 cominciò ad apparire insieme a questa striscia un'altra aggiuntiva dove erano raccontate le storie di un gatto/gatta e un topo, pian piano la striscia aggiuntiva acquisì i "caratteri-Krazy Kat" e portò alla fine della striscia principale "The Family Upstairs" per prenderne definitivamente il posto nel 1913 prendendo il nome di: « Krazy Kat and Ignatz Mouse». Meglio conosciuta come Krazy Kat, sarà la sua opera più famosa, trasformata anche in cartoni animati, che consegnerà Herriman all'olimpo degli autori di fumetti.

### Le tragedie familiari e il declino
Negli anni trenta Herriman subì due gravi tragedie familiari: Nel 1931 sua moglie Mabel morì in un incidente d'auto, e nel 1939 sua figlia Barbara soprannominata "Bobbie" morì all'età di 30 anni. Herriman si ritirò a una vita solitaria, con solo la compagnia dei suoi cani e gatti.
Herriman ebbe anche un'altra figlia dal matrimonio con la moglie Mabel, la figlia maggiore che portava lo stesso nome della madre ed era soprannominata "Toots", Mabel Herriman morì nel 1962.
Herriman morì nel 1944 a Los Angeles per una cirrosi del fegato dovuta a cause non alcoliche e su sua richiesta le sue ceneri furono sparse sulla Monument Valley in Arizona.

## Il suo primo successo
Nel 1909 Herriman creò la striscia di Baron Mooch, una striscia su uno scroccone corpulento, che cerca sempre di inventarsi un modo per scroccare un pranzo o un biglietto per una manifestazione(esempi), apparve per la prima volta sul Los Angeles Examiner ed ebbe un tale successo che fu pubblicato anche dagli altri giornali di Hearst, e fu la prima striscia che ebbe una buona continuità di Herriman.
Questa striscia va anche menzionata perché la sua striscia secondaria, che appariva in basso nelle vignette di Baron Mooch, Gooseberry Sprig, diventò autonoma e fu la prima striscia di fumetti con protagonisti solo animali di Herriman (alcune fonti indicano come la prima striscia di Herriman con solo animali "Daniel and Pansy" 1909), il cui personaggio principale era un papero/anatra in cilindro.
Entrambe le strisce ebbero una pubblicazione continuativa tra il 1909 e il 1910.

### Guest Star Krazy Kat
Krazy Kat apparve per la prima volta insieme a Gooseberry Sprig in un episodio di Baron Mooch senza Ignatz, qualche tempo prima della "Family Upstairs", inoltre Herriman usò la striscia di Gooseberry Sprig per creare l'ambiente di Coconino County che sarà poi la scenografia di Krazy Kat.

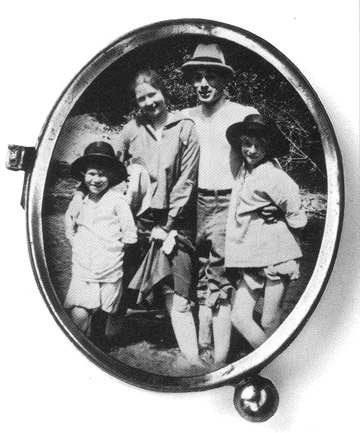
George Herriman con la sua famiglia (1915), da sinistra a destra: Barbara (Bobbie, 1909-1939), Mabel Lillian Ponte (moglie), George Herriman, Mabel (Toots, 1903-1962)

## Krazy Kat
Sottigliezze della striscia e il surrealismo non ha reso molto popolare tra il pubblico di massa Krazy Kat, ma ha avuto un seguito tra gli ambienti artistici e intellettuali.
Il più ardente sostenitore dell'artista era William Randolph Hearst (che produsse anche i primi corti di Krazy Kat) che appoggiò Herriman anche nei momenti bui. Hearst infatti cancellò nel 1944 la striscia solo dopo aver appreso della morte di Herriman perché a suo parere nessuno avrebbe potuto sostituire Herriman e così Krazy Kat fu forse la prima striscia a morire con il suo creatore (anche se ebbe una breve riapparizione).

## Lista delle strip

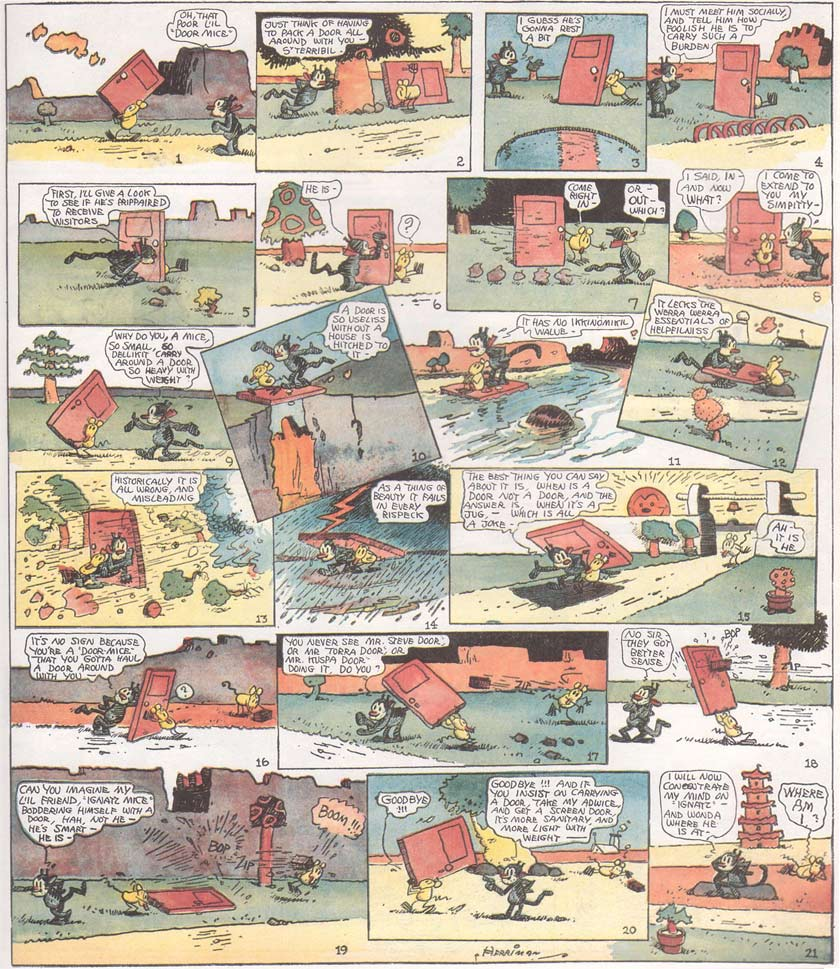
Krazy Kat pagina del sabato pubblicata il 21/01/1922 sul New York Evening Journal

| Anno | Strip                                  |
| ---- | -------------------------------------- |
| 1902 | Musical Mose                           |
|      | Professor Otto and his Auto            |
|      | Acrobatic Archie                       |
| 1903 | Two Jollie Jackies                     |
|      | Lariat Pete                            |
| 1904 | Major Ozone's Fresh Air Crusade        |
|      | Home Sweet Home                        |
|      | Bubblespikers                          |
|      | Bud Smith                              |
| 1906 | Mr. Proones the Plunger                |
|      | Rosy Posy, Mama's Girl                 |
|      | Zoo Zoo                                |
|      | Grandma's Girl                         |
| 1909 | Baron Mooch                            |
|      | Mary's Home from College               |
|      | Gooseberry Sprig                       |
|      | Alexander the Cat                      |
|      | Daniel and Pansy                       |
| 1910 | The Dingbat Family/The Family Upstairs |
| 1913 | Krazy Kat                              |
| 1916 | Baron Bean                             |
| 1919 | Now Listen Mabel                       |
| 1922 | Stumble Inn                            |
| 1926 | Us Husbands                            |
|      | Mistakes Will Happen                   |
| 1928 | Embarrassing Moments                   |
| 1930 | archy and mehitabel                    |

## Galleria d'immagini
Galleria fotografica delle strip:
- le date si riferiscono all'anno di pubblicazione dell'episodio della strip e non alla loro creazione

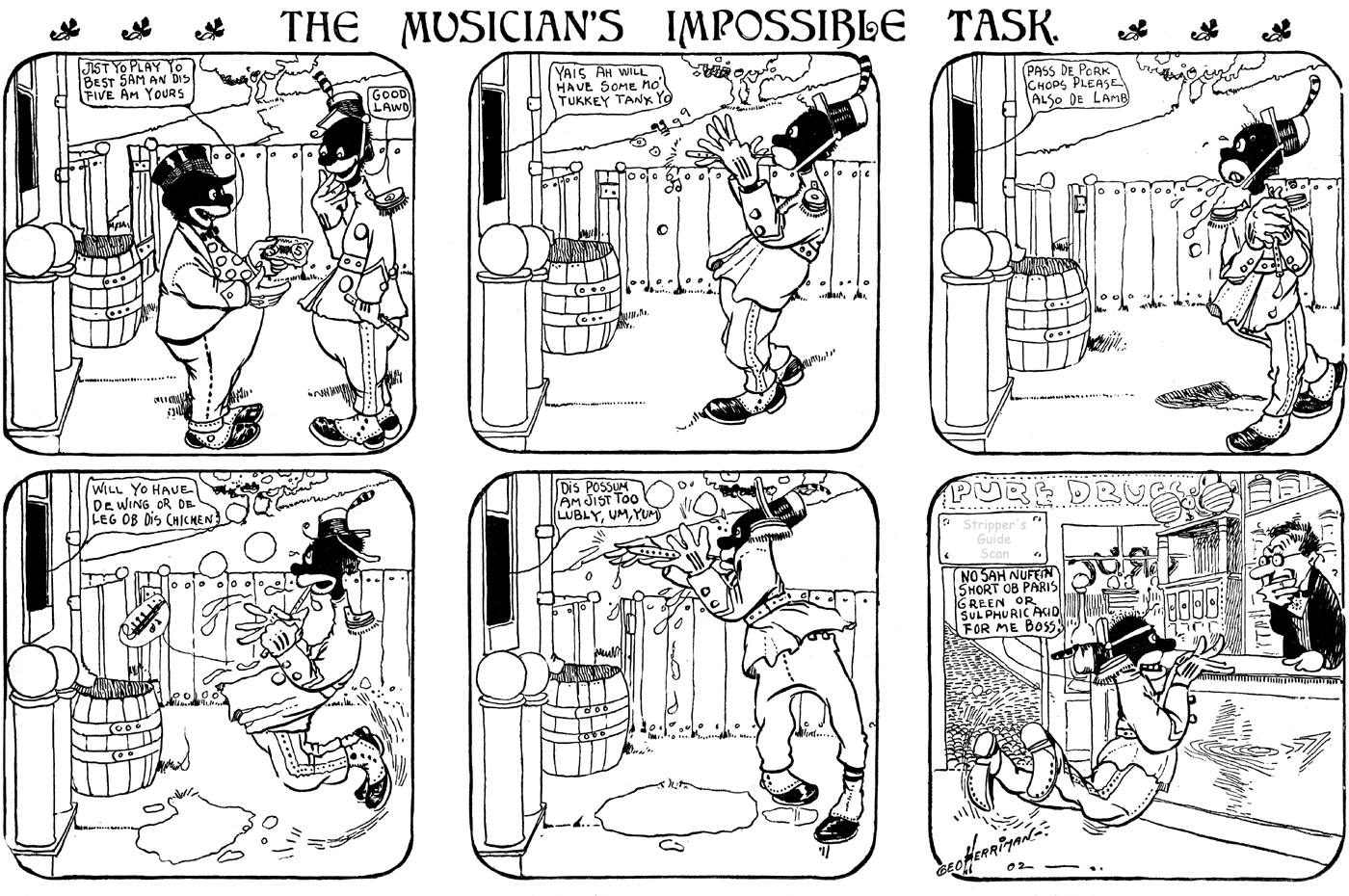
Musical Mose 1902
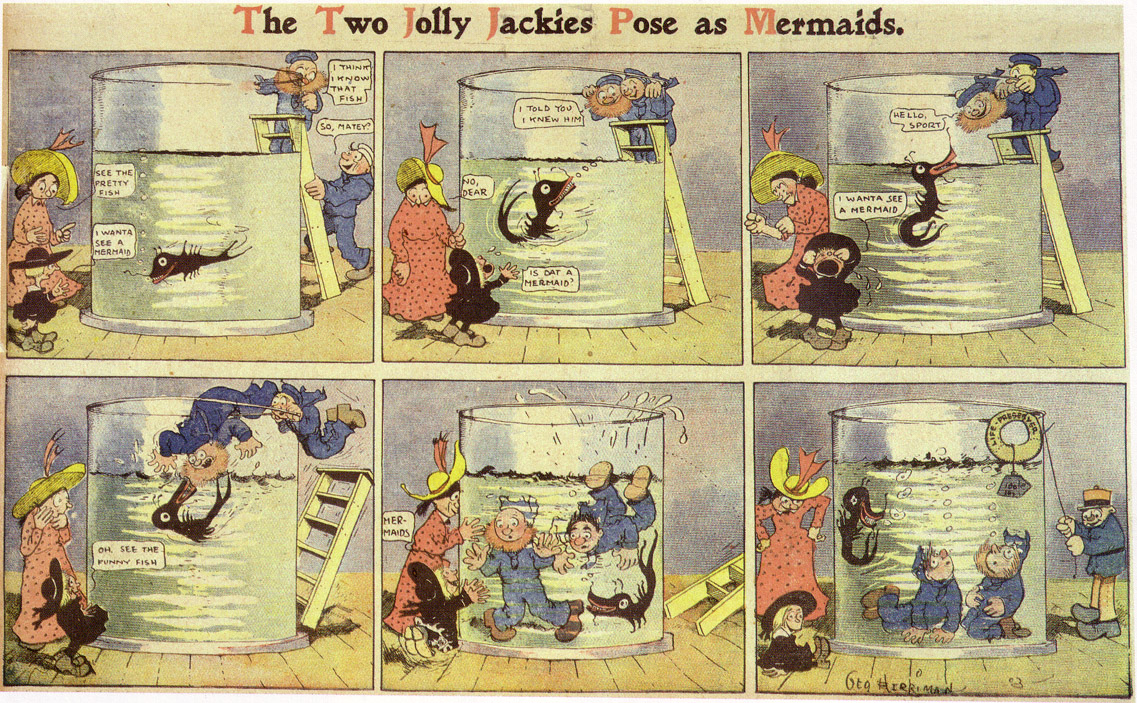
Two Jolly Jackies 1903
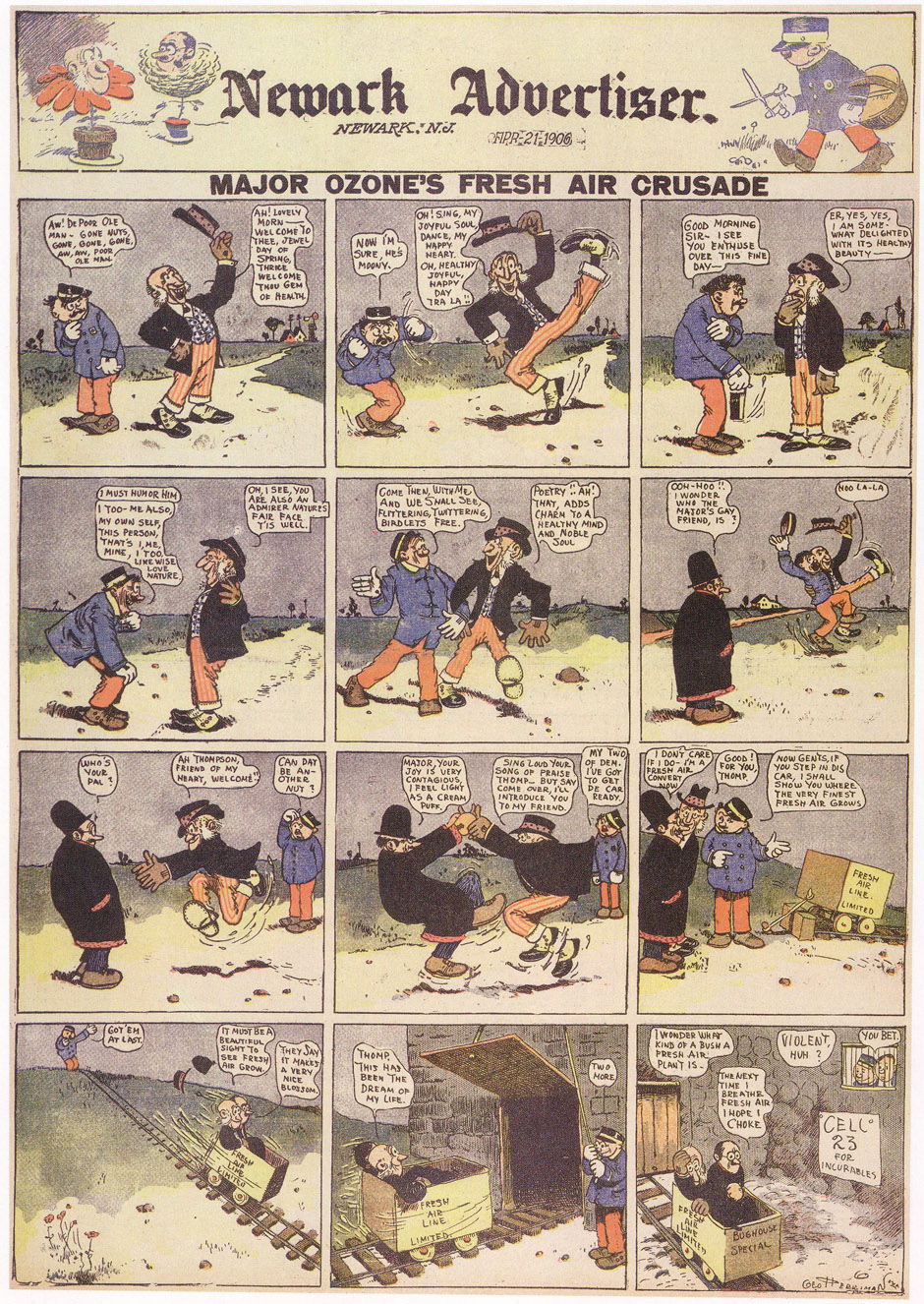
Major Ozone's Fresh Air Crusade 1906
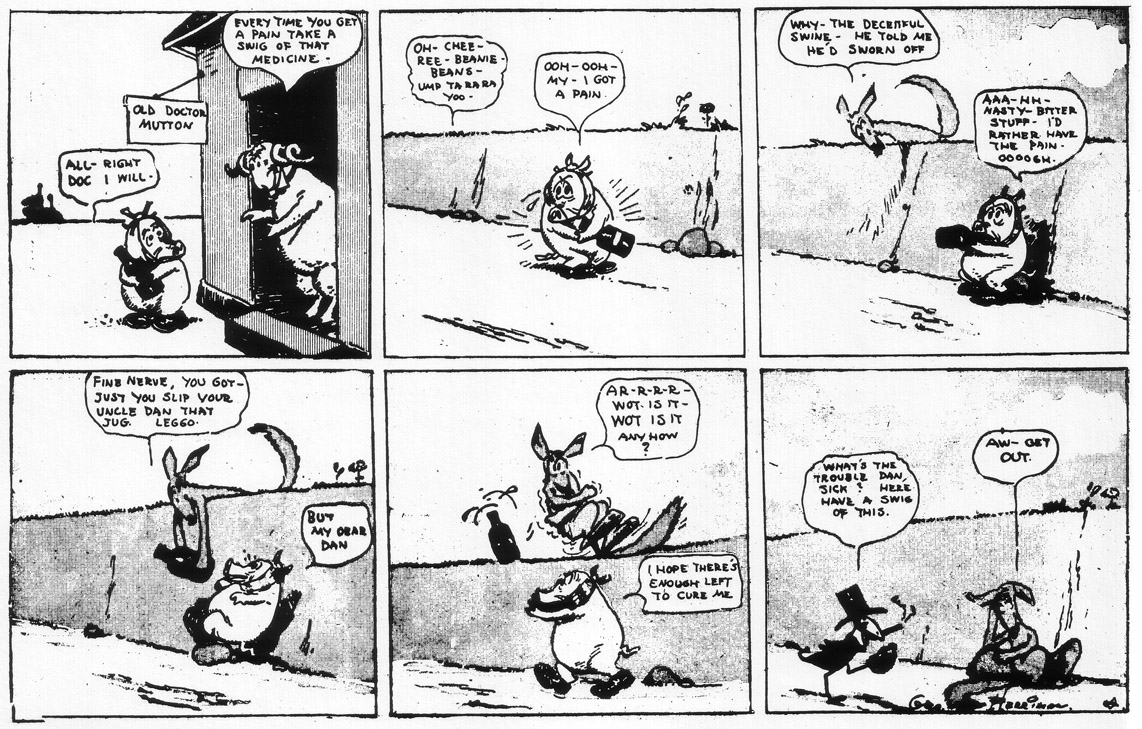
Daniel and Pansy 1909
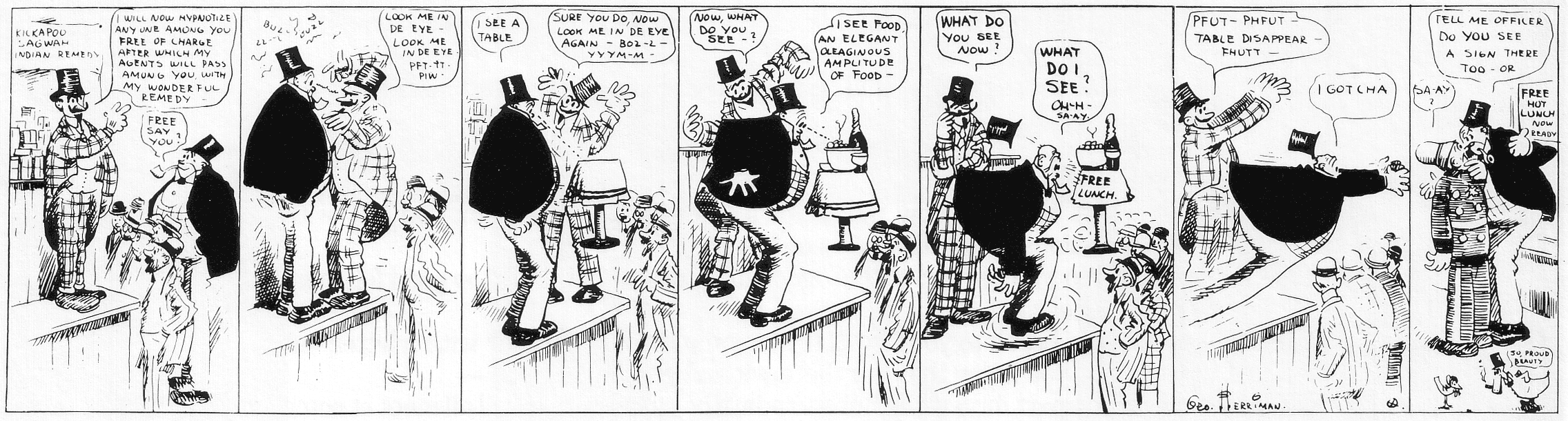
Baron Mooch 1909
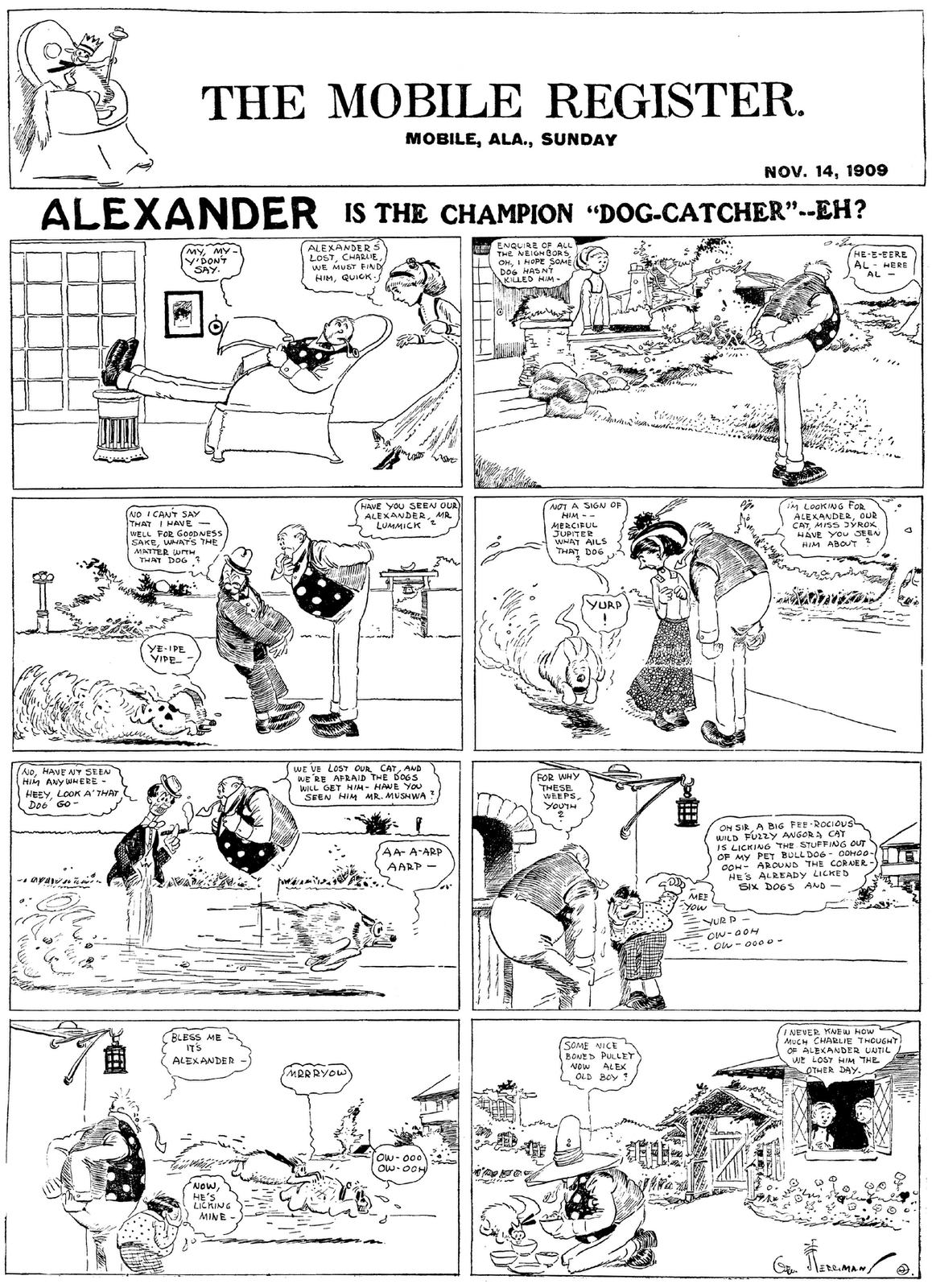
Alexander the Cat 1909
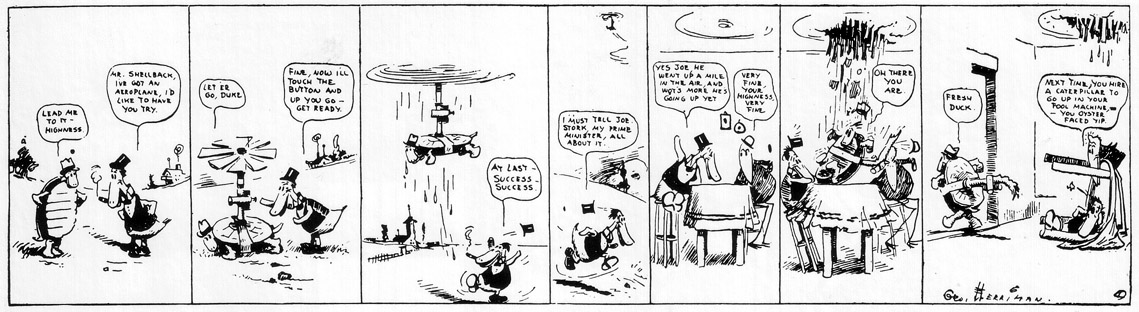
Gooseberry Sprig 1910
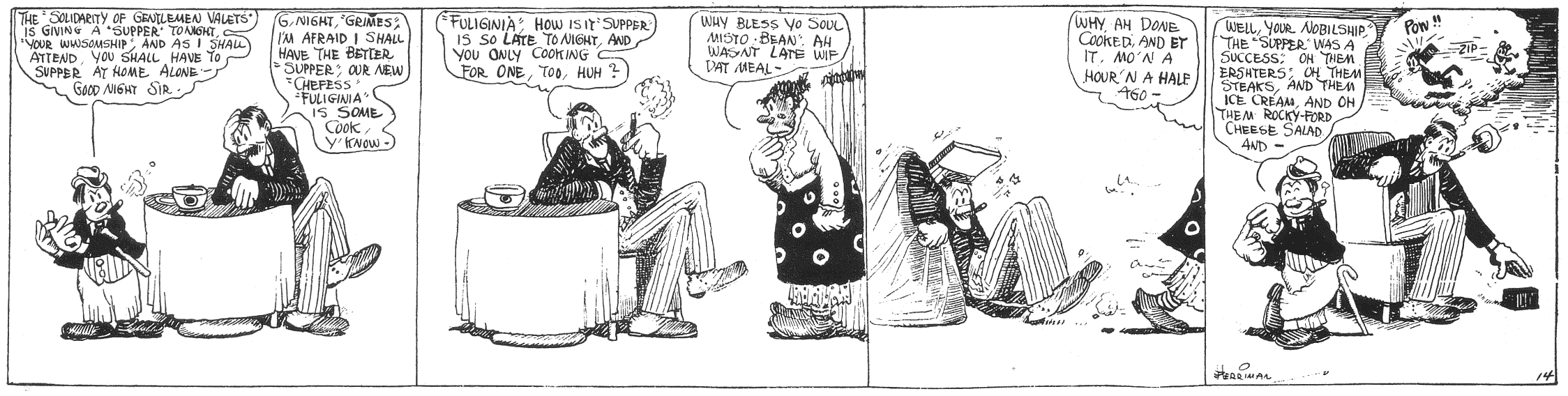
Baron Bean 14/04/1916
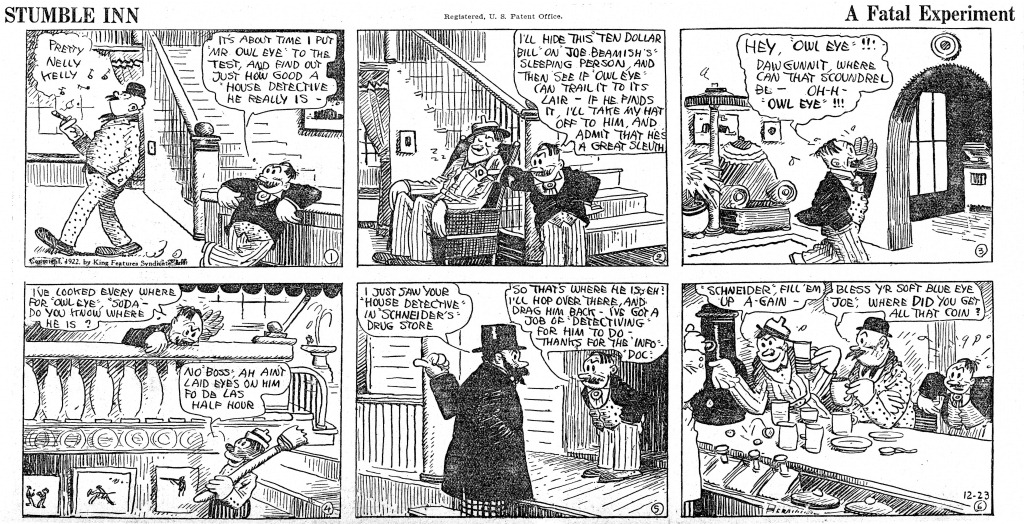
Stumble Inn 1922
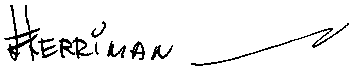
Firma di George Herriman
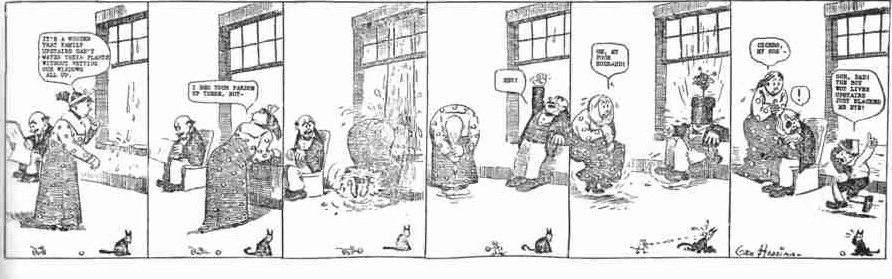
The Family Upstairs 26/07/1910